# Jersey-módi (South Park)
A Jersey-módi (It's A Jersey Thing) a South Park című amerikai animációs sorozat 204. epizódja (a 14. évad 9. része). Eredetileg 2010. október 13-án vetítették Amerikában a Comedy Central csatornán, míg Magyarországon 2011. február 8-án ugyancsak a Comedy Centralon. Ebben az epizódban New Jersey kezdi egész Amerikát magába integrálni, és a következő állomása ennek South Park. Ám a helybeli lakosok ellenállnak. Az epizód a "Jersey Shore" és a "The Real Housewives of New Jersey" című műsorokat figurázza ki, illetve az ezekben a valóságshow-kban szereplő emberek botrányos viselkedését és kinézetét.

## Cselekmény
|  | Alább a cselekmény részletei következnek! |

Egy új család költözik New Jerseyből South Parkba, Sharon pedig meginvitálja őket magukhoz vacsorára. Kyle és Ike érkezésükkor hallották, hogy a "muffadék" kifejezést használta a szomszéd, Teresa Giudice, amitől Sheila teljesen kiborul. A vacsora közben az új szomszédok mindenkit szidalmaznak és kritizálnak, de amikor Sharon tesz megjegyzést arra, hogy neki meg távol vannak a szemei egymástól, cirkuszolni kezd és felborítja a vacsoraasztalt.
Nem sokkal később újabb lakók érkeznek New Jerseyből, és mindenkinek teljesen az agyára mennek. Ha pedig bármi botrányosat csinálnak, egyszerűen csak annyit közölnek, hogy ez a Jersey-módi. Randy gyűlést hív össze a városlakóknak, ahol közli velük, hogy New Jersey már elfoglalta az egész Egyesült Államokat a Sziklás-hegységtől keletre, a városukat pedig az a veszély fenyegeti, hogy Nyugat-Jerseyvé fog válni. Eközben a fodrásznál Sharon újabb konfliktusba keveredik, de váratlanul megjelenik Sheila, és a New Jersey-iek stílusában rendet tesz köztük. Felfedi, hogy valamikor ő is New Jerseyben lakott, és "XL Karalábé" néven ismerték. Mikor a többiek is meghallják ezt, Cartman nekiesik Kyle-nak, közölve, hogy ez már a "harmadik húzása": mert vörhenyes, zsidó, és Jersey-i, és ezért kiközösíti őt.
Aznap este Kyle, akárcsak egy farkasember, hirtelen késztetésből különös átalakuláson megy keresztül, és olyanná válik, mint a Jersey-iek. Még jobban megdöbben, amikor meglátja, hogy Sheila még hozzá képest is drasztikusabb átalakuláson ment keresztül. Anyja elmeséli neki, hogy valójában ő is New Jersey-i, ugyanis fogantatása után két hónapig még Newarkban éltek.
Miközben Cartman továbbra is látványosan utálja Kyle-t, Stan és Kenny segítenek a városlakóknak elüldözni a jövevényeket. Hiába barikádozzák azonban el az utat, nem kapnak segítséget Kalifornia kormányzójától, Arnold Schwarzeneggertől, mert az azt mondja, hogy még nagyon messze vannak tőlük. Ezután a japán császártól kérnek segítséget, mindhiába. Ekkor Randynek az az ötlete támad, hogy kérjenek segítséget az al-Kaidától. A városlakók szerint ez rossz ötlet, mert szeptember 11-e emléke még legalább tíz hónapig kísérti az áldozatok hozzátartozóit (ekkor telik el ugyanis pontosan 10 év az eset óta). Ezután azonban a helyi ivóban találkoznak a rusnya koboldként ábrázolt Snooki-val is a "Jersey Shore" című sorozatból. Randy kétségbeesésében videofelvételt küld Oszama bin Ladennek, amelyben a segítségét kéri.
Ezalatt Cartman egy trükkel a Sizzler étterembe csalja Kyle-t, azzal a szándékkal, hogy ott bezárja a hűtőkamrába, hogy ne tudjon segíteni a Jersey-ieknek. De mikor Cartman kinyitja a hűtőkamra ajtaját, Snooki kiugrik és erőszakoskodni kezd vele. Kyle ezt követően teljesen átváltozik, magát Kyley B-nek kezdi el nevezni, és teljesen kifordult viselkedésével elüldözi Snookit. Cartman hálálkodni kezd azért, amiért megmentette az életét. Ezalatt Randy éppen kivallatja Michael "The Situation" Sorrentinót, akitől hiába kérdez bármit, mindenre csak azt válaszolja, hogy ez a Jersey-módi, és ezt csak a Jersey-iek érthetik. Hamarosan hordányi Jersey-lakó érkezik, akiket South Park lakói lőni kezdenek. Ellenállásuk azonban hiábavaló, miután elfogy a lőszerük. Ám az utolsó pillanatban, amikor áttörnék a barikádokat, megjelenik az al-Kaida, és öngyilkos merénylőikkel repülőgépekkel zuhannak az ostromlók közé.
Az epizód végén egy városi ünnepségen a lakók hálát mondanak Oszama bin Ladennek, és kitüntetik. Kyle visszaváltozik normális gyerekké, mert minél távolabb van New Jersey-től, annál kisebb rá annak a hatása. Cartman erre közli, hogy megmentette ugyan, de legbelül szörnyeteg maradt. Az epizód legvégén a kitüntetett bin Ladent lelövi egy hirtelen megjelenő katona, Randy pedig örömujjongásban tör ki, hogy elkapták.

## Érdekességek
Az epizód eredeti címe szimplán csak "New Jersey" volt, ezt követően "New Jersey-ből jöttek" lett, majd végül a "Jersey-módi"-nál maradtak.
Kyle átalakulása utalás a "Teen Wolf" című sorozatra.
A jelenet, amelyben Teresa Giudice teljesen kiakad, a "The Real Housewives of New Jersey" első évadának hatodik epizódjában látható jelenetének paródiája. Rajta kívül a Jersey Shore című valóságshow más szereplőit, különösen Nicole "Snooki" Polizzit és Michael "The Situation" Sorrentinót figurázzák ki.